# 李运之
李运之（1945年—），湖南省桃源县人，中国人民解放军将领、中国人民解放军中将。 
1999年，授予中国人民解放军中将，曾任军事科学院副院长、沈阳军区副政治委员。 2008年，当选第十一届全国政协委员，代表特别邀请人士，分入第五十六组。